# Корніловський заколот
Корні́ловський за́колот — невдала спроба генерала Корнілова у серпні 1917 відновити монархію в Росії через установлення диктатури.

## Підготовка
Після провалу Московської Державної наради центром монархістів стала Ставка Верховного головнокомандувача генерала Корнілова Л. Г., який повинний був «вчинити дії з відновлення законності та відновити порядок», тобто розгромити т. зв. «революційні сили» в Петрограді, Кронштадті й у всій Росії.
Великі надії Корнілов покладав на допомогу військових сил Південно-Західного та Румунського фронтів, якими командували генерали Денікін А. І. і Щербаков Д. Г., а також штабів Київського й Одеського військових округів. Денікін, начебто для допомоги Північному фронтові, відправляв із Південно-Західного фронту під Петроград частини так званої «дикої дивізії» та 3-го кінного корпусу.

## Хід виступу корнілівців
Коли 25 серпня Корнілов направив на Петроград 3-й кінний корпус генерала Кримова, більшовики закликали робітників і солдатів до зброї й організовували розгром корнілівських сил. За прикладом Петрограда більшовицькі банди створювали скрізь у країні «революційні комітети», «революційні штаби», «комітети порятунку революції», «комітети дії» і т.ін. Під їхнім безпосереднім керівництвом робітники та солдати боролися з осередками корнілівців, контролювали рух ешелонів і не пропускали до Петрограда війська, що рухалися на допомогу заколотникам.
У Києві ввечері 27 серпня, коли було одержано з Петрограда повідомлення про корнілівський заколот, на екстреному засіданні виконавчих комітетів рад робітничих і військових депутатів за участю представників різних партій лівого спрямування було створено т. зв. «Комітет охорони революції», до якого ввійшли представники Генерального Секретаріату Центральної Ради, голови т. зв. «виконавчих комітетів рад робітничих і військових депутатів», командуючий військами КВО, начальник міліції, представники Центрального бюро профспілок і лівих політичних партій. Т. зв. «Комітет охорони революції» взяв у свої руки безпосередньо організацію відсічі корнілівцям.

## Придушення виступу
За рішенням т. зв. «виконкому ради робітничих депутатів» і «особливого комітету охорони революції» були заарештовані начальник штабу Київського військового округу Оболєшев, відомий монархіст В. Шульгін та ін. Активно виступили проти контрреволюції загітовані більшовиками робітники, солдати та матроси в усіх основних адміністративних центрах України — Харкові, Катеринославі, Єлисаветграді, Одесі, Полтаві, Чернігові. У Житомирі, де перебувала частина штабних установ фронту, 28 серпня солдати виставили свої караули, зайняли пошту, телеграф, залізничну станцію та почали арешти без будь-якого розбору усіх генералів і офіцерів — оголосивши їх «учасниками змови». У Бердичеві обдурені більшовицькою агітацією солдати 28 серпня оточили штаб фронту, а 29 серпня заарештували головнокомандувача фронту Денікіна, начальника штабу генерала Маркова, генерал-квартирмейстера Орлова та багатьох інших генералів і офіцерів.

## Наслідки
Отже, завдяки діям збільшовичених солдатів, спробу повернути вплив штабом Південно-Західного фронту і спробу надіслати сили на допомогу Корнілову було придушено. Корніловський виступ та його розгром зумовили зменшення авторитету Тимчасового уряду, який не зумів ні попередити виступ, ні організувати рішучу відсіч корнілівцям. Посилився вплив більшовиків у радах, почалася так звана «більшовизація рад». Більшовицькі агенти у радах безпідставно вимагали передати більшовикам усю владу. Більшовики, які в другій половині липня 1917 р. взяли курс на збройне повстання на своєму VI з'їзді, розпочали активну підготовку до повалення Тимчасового уряду, що призвело до розрухи: зростало безробіття, безперервно зростали ціни на товари першої потреби, населення голодувало.